# Christian III. Moritz (Sachsen-Merseburg)
Christian III. Moritz von Sachsen-Merseburg (* 7. November 1680 in Merseburg; † 14. November 1694 ebenda) war Angehöriger einer Seitenlinie der albertinischen Wettiner und für kurze Zeit nominal der dritte Herzog des kursächsischen Sekundogeniturfürstentums Sachsen-Merseburg.

## Familie
Christian Moritz war der erste Sohn des Herzogs Christian II. von Sachsen-Merseburg und dessen Gemahlin Erdmuthe Dorothea, einer Tochter des Herzogs Moritz von Sachsen-Zeitz.

## Leben

### Regierung im Merseburger Fürstentum
Nach dem Tod des Vaters am 20. Oktober 1694 bestieg der erst 13-Jährige Erbprinz Christian Moritz den Thron des Herzogtums Sachsen-Merseburg. Auf Grund seiner Minderjährigkeit fiel die Administration des Herzogtums jedoch direkt seinem nächsten volljährigen Verwandten, dem sächsischen Kurfürsten Friedrich August I. zu. Die Vormundschaft für den jungen Fürsten und damit auch den tatsächlich größten Anteil an der Regierung übte jedoch die Herzoginmutter und -witwe Erdmuthe Dorothea aus.

### Früher Tod und Begräbnis
Herzog Christian III. Moritz starb bereits nach nur 25 Tagen als Landesherr am 14. November 1694 14-jährig an den Blattern, wodurch er kaum Spuren in der Geschichte seines Landes hinterlassen konnte. Er wurde in einem Zinnprunksarg in der Fürstengruft des Merseburger Doms beigesetzt.
Da Christian Moritz auf Grund seines jungen Alters noch keine Ehe geschlossen bzw. Nachkommen gezeugt haben konnte, folgte ihm sein Bruder Moritz Wilhelm auf den Thron, der jedoch ebenfalls bis 1712 unter Regentschaft blieb.